# کاندیدا (قارچ)
کاندیدا یک سرده از مخمرها بوده و معمولترین عامل عفونت قارچی در دنیای پزشکی محسوب می‌شود.
بسیاری از گونه‌های کاندیدا جزو قارچ‌های هم‌سفره بی خطر یا اندوسیمبیون در بدن میزبان از جمله انسان بوده بااین‌حال، هنگامی که دفاع مخاطی یا سیستم ایمنی بدن دچار کاستی شوند، این گونه کاندیدا می‌توانند با فرصت طلبی موجب بیماری شوند.
کاندیدا آلبیکانس معمول‌ترین گونه از این کاندیدا بوده و می‌تواند موجب آفت دهان در انسان و دیگر جانداران گردد. از دیگر گونه‌های کمتر رایج کاندیدا می‌توان به کاندیدا اوریس، کاندیدا گالابراتا، کاندیدا کروزه‌ای و کاندیدا تروپیکالیس اشاره کرد. همچنین گونه‌ای کاندیدا می‌تواند در تخمیر شراب، اثر گذاشته و به گُسَل شراب بینجامد.
در بیماران دارای نقص ایمنی گونه‌ای کاندیدا می‌تواند موجب بیماری‌های همستی در جریان خون گردد.
در آزمایشگاه، می‌توان کشت و نمو کاندیدا را در ظرف آگار و در دمای محیطی، به صورت کولونی‌های سفیدرنگی با بوی مخمر، به راحتی مشاهده نمود.

## بیماری‌زایی
از نظر پاتوژن بودن این گونه از قارچ، بیشترین خطر در نفوذ آن بدرون جریان خون است. در صورت داخل شدن کاندیدا بدرون جریان خون بیماران، به ویژه بیماران بستری در بیمارستان، انتظار بیماری‌های سیستمیک همچون اندوکاردیت، دمل، ترومبوفلبیت و انواع عفونت‌های چشمی وجود خواهد داشت.
یک سیستم ایمنی سالم باید بتواند از عهده مهار رشد بی‌رویه کاندیدا در بدن برآید، اما گاه عواملی مقاومت بدن را در مقابل قارچ‌ها ضعیف می‌سازد. از آن جمله بیماری‌های متابولیسمی چون مرض قند یا بیماری‌های سیستم ایمنی. همچنین برخی از داروها چون آنتی‌بیوتیک‌ها یا کورتیکوستروئیدها اثر مناسبی در رشد این نوع قارچ دارند. اگر چه استفاده از آنتی‌بیوتیک در روند رشد قارچ تأثیری ندارد، ولی با ایجاد تغییراتی در میزان قارچها و باکتریهای داخل روده، شرایط مناسبی برای افزایش این نوع قارچ ایجاد می‌کند. همچنین تغییر سیستم هورمونی بدن، نیز در تکثیر و رشد قارچ تأثیرگذار است. از اینرو غالباً خانم‌های باردار به بیماری‌های قارچی مبتلا می‌شوند.
عفونت‌های قارچی واژینال واژینیت در خانم‌ها بسیار شایع است که حدود یک سوم زن‌ها در طول عمر خود حداقل یک بار به آن مبتلا می‌شوند.